# 鍋島直賢 (白石鍋島家)
鍋島 直賢（なべしま なおかた）は、江戸時代中期から後期の肥前国佐賀藩士。白石鍋島家第5代当主。

## 略歴
宝暦11年（1761年）、佐賀藩白石邑主鍋島直右の子として生まれる。直右には、養子の直昭がいたが、宝暦13年（1763年）に死去している。明和3年（1766年）に直右が死去し、家督を相続した。初名は直容。
明和4年（1767年）8月より佐賀郡代となる。佐賀藩では、郡方頭人（郡代）は三支藩藩主や「大配分」と呼ばれる大身の家臣（白石鍋島家などの御親類や御親類格）が務めた。
天明3年（1783年）1月、小城藩主鍋島直愈の妹・於加と結婚した。於加は義兄・直昭の姪であった。寛政6年（1794年）、藩校弘道館頭人（学長）に就任する。
文化3年（1806年）、伊万里の大川内山から陶工を招き、御用焼を始めたのが白石焼の始まりである。
文化4年（1807年）3月18日死去。享年47。家督は嫡男の央之助（直章）が相続した。正室の於加（鍋島周子）は歌人として知られ、「名花園」と号した。天保5年（1834年）死去。享年74。

## 参考サイト
- 小城藩日記データベース